# 訃報 2013年5月
訃報 2013年5月（ふほう 2013ねん5がつ）では、2013年5月に物故した、又は物故が報じられた人物についてまとめる。

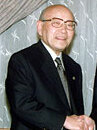
中坊公平／5月3日没

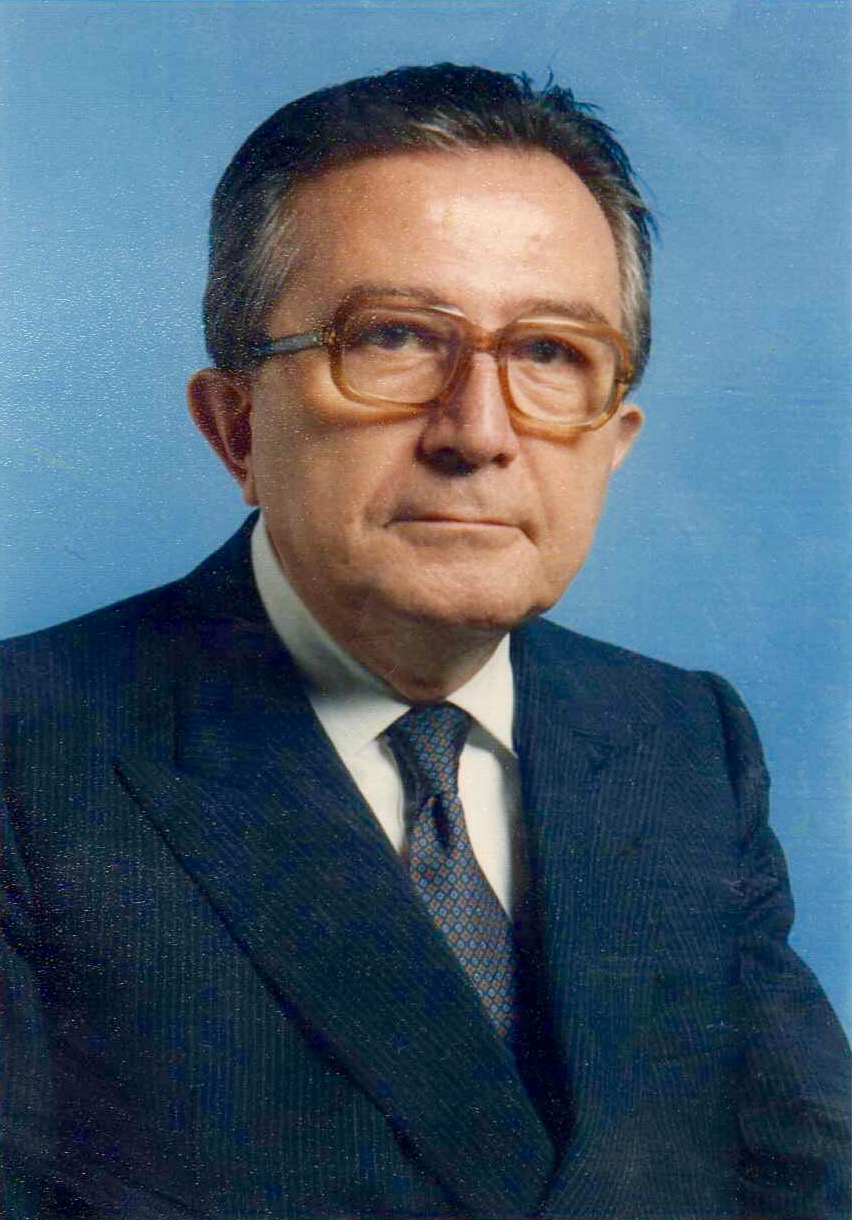
ジュリオ・アンドレオッティ／5月6日没

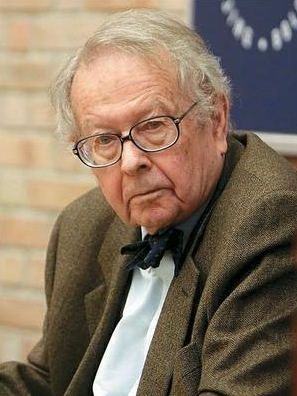
ケネス・ウォルツ／5月12日没

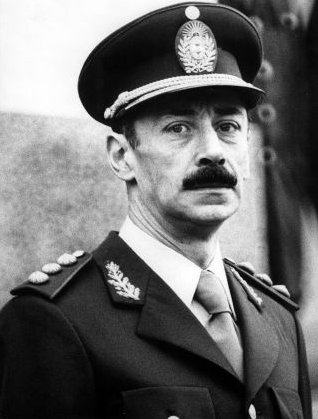
ホルヘ・ラファエル・ビデラ／5月17日没

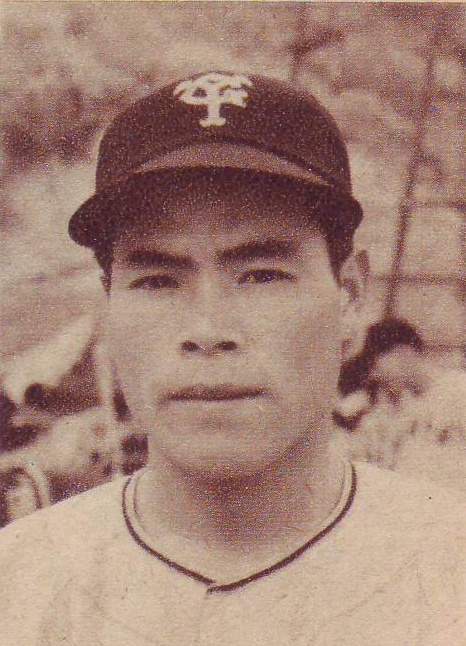
山崎弘美／5月20日没

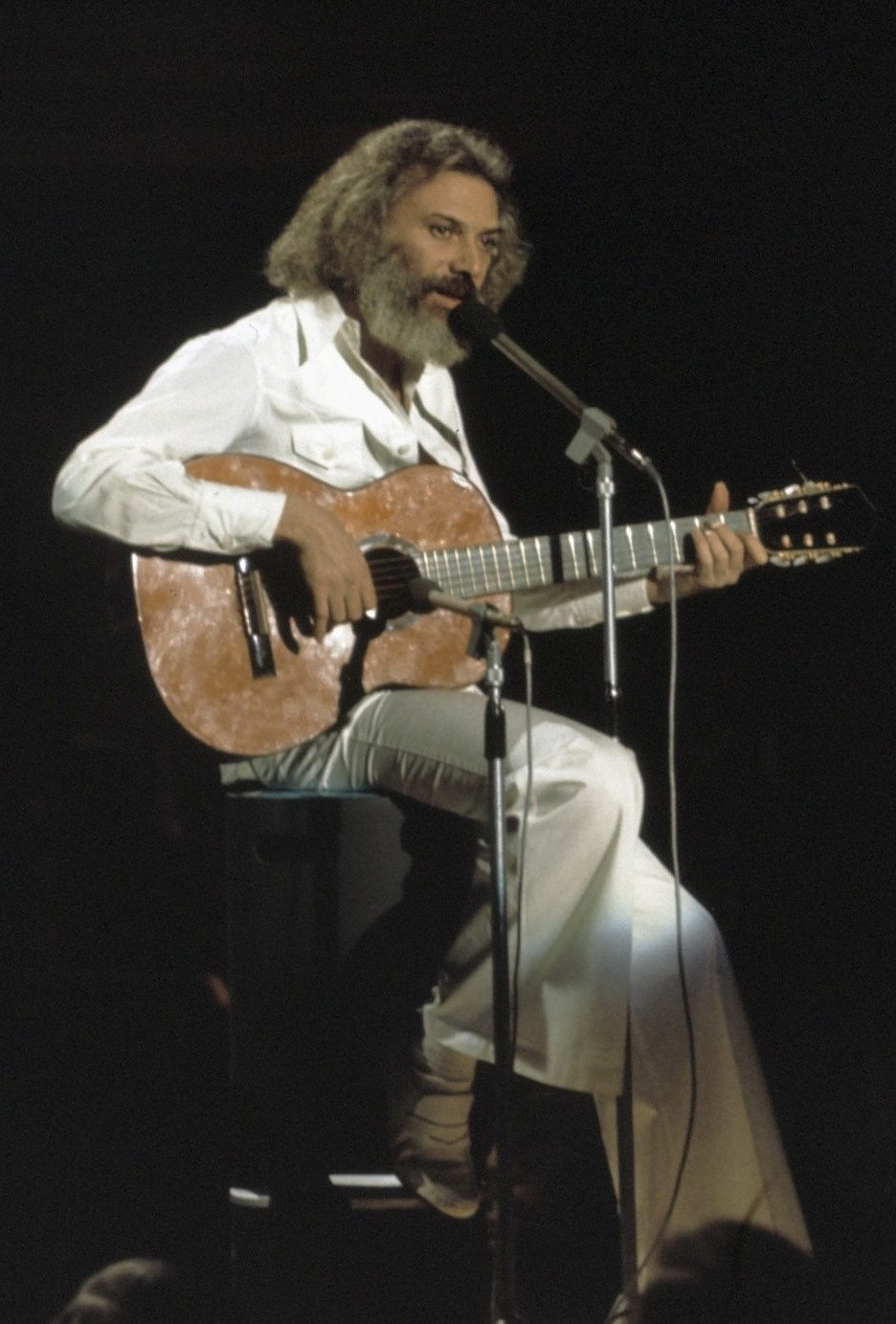
ジョルジュ・ムスタキ／5月23日没

## 1日 - 15日
- 5月1日 - 福島新吾、日本の政治学者（* 1921年）[1]
- 5月1日 - 田尻靖幹、日本の政治家、元熊本市長（* 1925年）[2]
- 5月1日 - クロス・ケリー、アメリカ合衆国のラップ歌手、クリス・クロスのメンバー（* 1978年）[3]
- 5月2日 - 花柳壽魁、日本の舞踊家【日本舞踊家】（* 1927年）[4]
- 5月2日 - 滝沢健児、日本の建築家（* 1927年）[5]
- 5月2日 - 天田忠正、日本の実業家、日本衛生材料工業連合会会長、白十字会長（* 1944年?）[6]
- 5月2日 - ジェフ・ハンネマン、アメリカ合衆国のギタリスト（* 1964年）[7]
- 5月2日 - イバン・トゥリーナ（英語版）、クロアチアのサッカー選手（* 1980年）[8]
- 5月3日 - 清元功章、日本の政治家、兵庫県議会議長（* 1927年）[9]
- 5月3日 - 中坊公平、日本の弁護士、整理回収機構元社長、日本弁護士連合会元会長（* 1929年）[10]
- 5月3日 - ブラッド・ドルーエット（英語版）、オーストラリアの元テニス選手、男子プロテニス協会会長（* 1958年）[11]
- 5月4日 - 飯田孝三、日本の実業家、元日本原子力発電会長、元関西電力副社長（* 1923年）[12]
- 5月4日 - 尾藤正英、日本の歴史学者（* 1923年）[13]
- 5月4日 - 高崎直道、日本の仏教学者、僧侶（* 1926年）[14]
- 5月4日 - 岩佐寿弥、日本のドキュメンタリー映画作家（* 1934年）[15]
- 5月6日 - ジュリオ・アンドレオッティ、イタリアの政治家、第59代/第62代/第71代イタリア閣僚評議会議長（* 1919年）[16]
- 5月6日 - 河竹登志夫、日本の演劇学者（* 1924年）[17]
- 5月6日 - 五十嵐武士、日本の政治学者（* 1946年）[18]
- 5月7日 - 森昌也、日本の政治家、元静岡県議会議員、元静岡県島田市長、元島田市議会議員（* 1910年）[19]
- 5月7日 - レイ・ハリーハウゼン、アメリカ合衆国の特撮監督（* 1920年） [20]
- 5月7日 - 大谷嘉朗、日本の社会福祉学者（* 1921年）[21]
- 5月7日 - 五十嵐広三、日本の政治家、元日本社会党衆議院議員、第58代内閣官房長官、第59代建設大臣、元北海道旭川市長（* 1926年）[22]
- 5月7日 - 間部耕苹、日本の実業家、元日本テレビ放送網社長（* 1934年）[23]
- 5月7日 - 竹本喜太夫、日本の歌舞伎義太夫、重要無形文化財（* 1938年）[24]
- 5月8日 - 堀泰夫、日本の政治家、元山口市長（* 1918年）[25]
- 5月8日 - ブライアン・フォーブス（英語版）、イギリスの映画監督（* 1926年）[26]
- 5月9日 - オッタビオ・ミッソーニ（英語版）、イタリアの服飾ブランド「ミッソーニ」創業者、元陸上選手（* 1921年）[27]
- 5月9日 - 近藤耕三、日本の実業家、四国電力元会長（* 1929年）[28]
- 5月9日 - 関山和夫、日本の話芸研究者（* 1929年）[29]
- 5月9日 - 島津伸男、日本の作曲家（* 1935年）[30]
- 5月9日 - 大谷隆照、日本の僧侶【浄土宗】・政治家、元五霞町長（* 1943年）[31]
- 5月10日 - 本間浩、日本の法学者（* 1938年）[32]
- 5月11日 - 小田晋、日本の精神科医（* 1933年）[33]
- 5月11日 - 夏八木勲、日本の俳優（* 1939年）[34]
- 5月11日 - 中村大成、プロ野球選手（* 1935年）
- 5月12日 - 島田正夫、日本の政治家、元京都府宇治市長（* 1918年）[35]
- 5月12日 - ケネス・ウォルツ、アメリカ合衆国の国際政治学者（* 1924年）[36]
- 5月12日 - 中井太喜、日本のラグビー選手【近鉄ライナーズ】（* 1989年）[37]
- 5月13日 - 家田隆現、日本の浄土宗大本山・金戒光明寺前執事長（* 1927年）[38]
- 5月13日 - ジョイス・ブラザーズ（英語版）、アメリカ合衆国のコラムニスト、心理学者（* 1927年）[39]
- 5月13日 - 瀬戸雄三、日本の実業家、元アサヒビール社長（* 1930年）[40]
- 5月13日 - 関本哲男、日本の実業家、読売新聞東京本社社友、読売巨人軍取締役代表補佐（* 1934年）[41]
- 5月14日 - 清水徳松、日本の政治家、元日本社会党衆議院議員（* 1922年）[42]
- 5月15日 - 筧栄一、日本の弁護士、検事総長（* 1927年）[43]
- 5月15日 - 川井健、日本の法学者、元一橋大学学長（* 1927年）[44]
- 5月15日 - エンリケ・ロザ、ギニアビサウの政治家、元ギニアビサウ暫定大統領（* 1946年）[45]

## 16日 - 31日
- 5月16日 - 中野雄介、日本の名古屋新幹線公害訴訟原告団長（* 1929年）[46]
- 5月16日 - ハインリッヒ・ローラー、スイスの物理学者、ノーベル物理学賞受賞者（* 1933年）[47]
- 5月16日 - 喜多由布子、日本の作家（* 1960年）[48]
- 5月17日 - 下地米一、日本の政治家、実業家、大米建設創業者・会長、元沖縄県平良市長、下地幹郎元衆議院議員の父（* 1921年）[49]
- 5月17日 - ホルヘ・ラファエル・ビデラ、アルゼンチンの政治家、第43代アルゼンチン大統領（* 1925年）[50]
- 5月17日 - 古賀猛、日本の洋画家（* 1927年）[51]
- 5月17日 - フィリップ・ゴーモン、フランスの自転車ロードレース選手（* 1973年）[52]
- 5月18日 - 南悳祐、大韓民国の政治家、第14代国務総理（* 1924年）[53]
- 5月18日 - 山田みづえ、日本の俳人（* 1926年）[54]
- 5月18日 - アレクセイ・バラバノフ、ロシアの映画監督（* 1959年）[55]
- 5月18日 - ローター・シュミット、ドイツのチェスプレーヤー（* 1928年）[56]
- 5月19日 - 北川石松、日本の政治家、元衆議院議員、第24代環境庁長官（* 1919年）[57]
- 5月19日 - 伊藤忠治、日本の政治家、元衆議院議員（* 1934年）[58]
- 5月20日 - 星野麥丘人、日本の俳人（* 1925年）[59]
- 5月20日 - 山崎弘美、日本の元プロ野球選手、東京読売巨人軍元チームマネージャー（* 1932年）[60]
- 5月20日 - 池田守男、日本の実業家、資生堂元社長（* 1936年）[61]
- 5月20日 - レイ・マンザレク、アメリカ合衆国のミュージシャン（* 1939年）[62]
- 5月21日 - 高田清一、日本の政治家、元山梨市長（* 1930年）[63]
- 5月21日 - 松村了昌、日本の浄土真宗本願寺派総長（* 1930年）[64]
- 5月21日 - トレヴァー・ボルダー（英語版）、イギリスのミュージシャン、ユーライア・ヒープのベーシスト（* 1950年）[65]
- 5月22日 - アンリ・デュティユー、フランスの作曲家（* 1916年）[66]
- 5月23日 - ジェームズ・シスネット、バルバドスの長寿の男性、世界第2位の長寿男性（* 1900年）[67]
- 5月23日 - 四世茂山千作、日本の狂言師（* 1919年）[68]
- 5月23日 - 相澤秀禎、日本の実業家、芸能プロモーター【サンミュージックプロダクション会長】（* 1930年）[69]
- 5月23日 - ジョルジュ・ムスタキ、フランスのシンガーソングライター（* 1934年）[70]
- 5月23日 - 川端純四郎、神学者、教会オルガニスト（* 1934年）
- 5月23日 - 小川博文、日本の社会活動家、全国被爆体験者協議会会長（* 1942年）[71]
- 5月24日 - 高橋清孝、日本の政治家、元参議院議員（* 1920年）[72]
- 5月25日 - ルイス・ヨーカム（英語版）、アメリカ合衆国の医師（* 1947年）[73]
- 5月26日 - ジャック・ヴァンス、アメリカ合衆国のSF作家・ファンタジー作家（* 1916年）[74]
- 5月27日 - 速水格、日本の古生物学者（* 1933年）[75]
- 5月27日 - 吉村秀樹、日本のミュージシャン、bloodthirsty butchersのヴォーカル・ギター（* 1967年）[76]
- 5月27日 - 松下ヨシナリ、日本のジャーナリスト、レーサー（* 1969年）[77]
- 5月28日 - バック・ロブレイ、アメリカ合衆国のプロレスラー（* 1942年）[78]
- 5月28日 - 磯野宏夫、日本の画家、イラストレーター（* 1945年）[79]
- 5月29日 - フランカ・ラーメ（英語版）、イタリアの舞台女優、ダリオ・フォの妻（* 1929年）[80]
- 5月29日 - 潮田益子、日本のヴァイオリニスト（* 1942年）[81]
- 5月30日 - 清水慎次郎、日本の実業家、元三井物産社長（* 1937年）[82]
- 5月30日 - 森郁夫、日本の考古学者（* 1938年）[83]
- 5月31日 - 福場博保、日本の栄養化学者、元昭和女子大学学長（* 1921年）[84]
- 5月31日 - ジーン・ステイプルトン、アメリカ合衆国の女優（* 1923年）[85]